# Fixed at Zero
Fixed at Zero är det amerikanska experimentell rockbandet Versaemerges debutalbum. Man kunde förbeställa skivan på iTunes och Fueled by Ramen store den 11 maj 2010. Första singeln "Fixed At Zero" släpptes den 13 juli och musikvideon till den släpptes 27 juli. Det släpptes ytterligare två singlar från skivan, "Your Own LoV.E." & "Figure It Out".

## Låtlista
| Nr           | Titel                       | Kompositör                                     | Längd |
| ------------ | --------------------------- | ---------------------------------------------- | ----- |
| 1.           | Figure It Out               | Blake Harnage, Sierra Kusterbeck, Dave Bassett | 3:30  |
| 2.           | Mind Reader                 | Harnage, Kusterbeck, Bassett                   | 3:49  |
| 3.           | Fixed at Zero               | Harnage, Kusterbeck, Bassett                   | 3:42  |
| 4.           | You'll Never Know           | Harnage, Kusterbeck, Bassett                   | 4:09  |
| 5.           | Stranger                    | Harnage, Kusterbeck, Bassett                   | 3:55  |
| 6.           | Redesign Me                 | Harnage, Kusterbeck, Bassett                   | 3:56  |
| 7.           | Fire (Aim Your Arrows High) | Harnage, Kusterbeck, Bassett                   | 4:43  |
| 8.           | Up There                    | Harnage, Kusterbeck, Guy Sigsworth             | 4:26  |
| 9.           | Your Own LoV.E.             | Harnage, Kusterbeck                            | 2:57  |
| 10.          | Mythology                   | Harnage, Kusterbeck                            | 4:35  |
| 11.          | Lost Tree                   | Harnage, Kusterbeck, Bassett                   | 7:07  |
| Total längd: | Total längd:                | Total längd:                                   | 44:09 |

| 12.          | Father Sky                   | Harnage, Kusterbeck, Bassett        | 3:57  |
| 13.          | Let Down                     | Harnage, Kusterbeck, Kara DioGuardi | 3:14  |
| 14.          | Fixed at Zero (Acoustic)     | Harnage, Kusterbeck, Bassett        | 4:04  |
| 15.          | You'll Never Know (Acoustic) | Harnage, Kusterbeck, Bassett        | 4:20  |
| Total längd: | Total längd:                 | Total längd:                        | 59:04 |